# Cobana guatemalensis
Cobana  es un género de fanerógamas, herbáceas, perennes y bulbosas perteneciente a la familia de las iridáceas. Está integrado por una única especie, Cobana guatemalensis (Standl.) Ravenna, la cual se distribuye en Honduras y Guatemala.

## Taxonomía
Cobana guatemalensis fue descrita por (Standl.) Ravenna y publicado en Botaniska Notiser 127(1): 107–108, f. 1–3. 1974.
Sinonimia
- Eleutherine guatemalensis Standl., Publ. Field Columb. Mus., Bot. Ser. 4: 200 (1929).
- Calydorea guatemalensis (Standl.) R.C.Foster, Contr. Gray Herb. 155: 46 (1945).[4]